# Оксид серебра(I)
Оксид серебра(I) — химическое соединение с формулой Ag2O.

## Получение
Оксид может быть получен взаимодействием нитрата серебра(I) с щёлочью в водном растворе:
{\displaystyle {\ce {2AgNO3 + 2NaOH -> Ag2O v + 2NaNO3 + H2O}}}
Это связано с тем, что образующийся в ходе реакции гидроксид серебра(I) быстро разлагается на оксид и воду:
{\displaystyle {\ce {2AgOH -> Ag2O + H2O}}} (pK = 2.875)
Помимо этого, вещество может быть получено реакцией хлорида серебра с раствором гидроксида натрия. Реакция протекает наиболее полно при кипячении раствора:
{\displaystyle {\ce {2AgCl + 2NaOH -> Ag2O v + 2NaCl + H2O}}}
Более чистый оксид серебра(I) может быть получен в результате анодного окисления металлического серебра в дистиллированной воде.

## Свойства
Ag2O практически нерастворим в большинстве известных растворителей, исключая те, с которыми он взаимодействует химически. Обладает фоточувствительностью. При температуре выше 280 °C разлагается. В воде он образует незначительное число ионов Ag(OH)2−. Ион Ag+ гидролизуется очень слабо (1:40,000). Растворяется в водном растворе аммиака ввиду комплексообразования. Продуктом является гидроксид диамминсеребра(I), более известный как реактив Толленса:
{\displaystyle {\ce {Ag2O + 4NH3 + H2O -> 2[Ag(NH3)2]OH}}}
Свежий осадок Ag2O легко взаимодействует с кислотами:
{\displaystyle {\ce {Ag2O + 2HX -> 2AgX + H2O}}},
где HX = HF, HCl, HBr, HI или CF3COOH. Также Ag2O реагирует с растворами хлоридов щелочных металлов, образуя хлорид серебра(I) и соответствующую щёлочь.
Оксид серебра(I) проявляет двоякие окислительно-восстановительные свойства. Так, он способен окислять некоторые восстановители. Например, пероксид водорода (даже в низких концентрациях, например, 3% раствор), до кислорода, сам при этом восстанавливаясь до серебра:
{\displaystyle {\ce {Ag2O + H2O2 -> 2Ag + H2O + O2}}}
Однако при взаимодействии с более сильными окислителями, (например, с перкосодисульфатом калия и озоном) переходит в оксид серебра(I,III):
{\displaystyle {\ce {Ag2O + 2KOH + K2S2O8 -> 2Ag^+Ag^{3+}O2 + 2K2SO4 + H2O}}}